# Luka Leban
Luka Leban (* 17. September 1992 in Kranj) ist ein ehemaliger slowenischer Skispringer.

## Werdegang
Leban begann seine Karriere mit einem 15. Platz im Einzelwettbewerb bei den Junioren-Weltmeisterschaften 2007 in Toblach. Sein Debüt im internationalen Wettbewerb feierte bei zwei Wettbewerben im Rahmen des FIS-Cups am 28. und 29. Juli 2007 in Bischofshofen, bei denen er 42. und 16. wurde. Ein großer Erfolg gelang ihm bei den Junioren-Weltmeisterschaften 2008, bei denen er im Einzelwettbewerb den dritten Platz belegte. Noch im selben Jahr erfolgte sein Debüt im Continental Cup auf dessen Station in Velenje, wo er 22 wurde. Im Februar 2009 gewann er beim Europäischen Olympischen Winter-Jugendfestival 2009 in Szczyrk die Goldmedaille im Teamwettbewerb. Bei den Slowenische Meisterschaften im Skispringen 2010 in Kranj holte er im Einzel und im Teamwettbewerb die Bronzemedaille.
In den folgenden Jahren startete Leban regelmäßig und wechselhaft erfolgreich im FIS-Cup, im Continentalcup und im Alpen-Cup. Nach zwei letzten Continentalcup-Wettbewerben im Februar 2011 in seiner Geburtsstadt Kranj, welche er als 40. und 41. abschloss, beendete Leban seine aktive Sportlerkarriere.
Leban lebt derzeit in Naklo.

## Erfolge
- Slowenische Meisterschaften: Bronze im Einzel und Team 2010, Silber im Einzel und Team 2011
- Europäisches Olympisches Jugendfestival: Gold im Team 2009

### Continentalcup-Platzierungen
| Saison  | Platz | Punkte |
| ------- | ----- | ------ |
| 2009/10 | 52.   | 118    |
| 2010/11 | 62.   | 084    |